# 렙틸리언
렙틸리언(Reptilians, reptoids, lizard people, reptiloids, saurians, Draconians)은 일부 음모론이나 공상과학에서 상정되는 인간형 파충류형 종족이다. 인간으로 변장하거나 인간과 비슷하게 생긴 파충류형 생물 또는 유사한 외계인으로서, 세계를 배후에서 지배한다고 여겨진다.
저명한 음모론자 데이비드 아이크(David Icke)는 세계의 여러 지도자들이 사실 이러한 렙틸리언이 형태 변화로 모습을 변장한 것이며 인간 사회를 조종하고 지배하려 한다고 주장하였다. 그의 이야기는 오컬티스트 모리스 도리얼(Maurice Doreal)의 녹옥판(The Emerald Tablets)에 관한 서술에 영향을 받았다고 추정되며, Michael Barkun 교수는 더 거슬러 올라가 로버트 E. 하워드의 유사한 1929년 이야기 "The Shadow Kingdom"으로부터 영향을 받았을 가능성이 있다고 보았다.

## 같이 보기
- 고대 우주비행사설
- 악령
- 그레이 (외계인)
- 멘 인 블랙